# Юрин, Георгий Яковлевич
Георгий Яковлевич Юрин (6 марта 1906 года, Лиски, Острогожский уезд, Воронежская губерния — 19 марта 2000 года, Воронеж, Воронежская область) — передовик производства, старший машинист паровозного депо Отрожка Юго-Восточной железной дороги. Герой Социалистического Труда (1959). Почётный железнодорожник (1946).

## Биография
Родился 6 марта 1906 года в семье железнодорожника на станции Лиски Острогожского уезда Воронежской губернии. С 1923 года работал разнорабочим, слесарем паровозного депо станции Лиски. С 1929 года работал помощником машиниста. В 1932 году окончил курсы машинистов. С 1933 года работал машинистом на станции Отрожка.
Указом Президиума Верховного Совета СССР от 1 августа 1959 года удостоен звания Героя Социалистического Труда с вручением ордена Ленина и золотой медали «Серп и Молот» «за выдающиеся успехи, достигнутые в деле развития железнодорожного транспорта».
В 1961 году вышел на пенсию. Проживал в воронежском микрорайоне Отрожка.
Избирался депутатом воронежского областного и городского советов народных депутатов.
Награды
- Герой Социалистического Труда
- Орден Ленина